# Signal déterministe
Un signal déterministe en électronique est un signal dont on peut connaitre à coup sûr la valeur à chaque instant. Il s'oppose en ce sens aux signaux aléatoires dont on connait seulement la probabilité de réalisation pour chaque valeur. 

## Définition mathématiques
Un signal est dit déterministe si on a l'identité suivante :
{\displaystyle S(t,\omega )=S(t)}
avec {\displaystyle \omega } une variable aléatoire.

## Les différentes classes de signaux aléatoires
Signaux déterministes à énergie finie
On appelle signaux déterministes à énergie finie l'ensemble {\displaystyle L^{2}(\mathbb {C} )}

## Interprétation
L'utilisation de ce terme est opposé au signaux aléatoires. On décompose souvent un signal reçu {\displaystyle S(t,\omega )} comme somme d'un signal déterministe et du bruit de nature quelconque:
{\displaystyle S(t,\omega )=s(t)+B(t,\omega )}
Il s'agit de la partie du signal qui porte l'information et qui nous intéresse pour interpréter le signal.